# Clas Fredrik Hornstedt
Clas Fredrik Hornstedt, född den 12 februari 1758 i Linköping, död (troligen i maj) 1809 i Helsingfors, var en svensk läkare och naturforskare.
Hornstedt blev student vid Uppsala universitet 1777, företog vetenskapliga resor i olika delar av Sverige och Finland och 1783-85 en forskningsfärd till Sydafrika, Java och Azorerna samt gjorde rika samlingar av alla slags naturalier. År 1786 vann han i Greifswald medicine doktorsgrad på avhandlingen Fructus Javæ esculentæ eorumque usus cum diæteticus tum medicus. Under 1787-1988 vikarierade han som föreståndare för Vetenskapsakademiens samlingar under Anders Sparrmans frånvaro. Han sökte även tjänsten som intendent vid naturaliekabinettet vid Drottningholms slott, men fick den inte. 1792 blev han lektor i naturhistoria vid Linköpings gymnasium.
Under finska kriget 1788-90 var han anställd som fältläkare vid flottan, befordrades 1796 till amiralitetsmedicus vid eskadern på Sveaborg, tillfångatogs vid Sveaborgs kapitulation (1808) och förestod sedan någon tid ett ryskt hospital vid Helsingfors. Förutom sin gradualavhandling publicerade han i "Uppfostringssällskapets tidningar" (1785) brev från sin utländska resa samt meddelade, bland annat i Vetenskapsakademiens Handlingar, naturhistoriska rön. Reseanteckningar av Hornstedt publicerades i "Skrifter, utgivna av Svenska Litteratursällskapet i Finland", band X (1888). Han blev 1788 ledamot av Vetenskapsakademien i Stockholm.

## Publikationer
- C. F. Hornstedt, Brev från Batavia - En resa till Ostindien 1782-1786. Utgivare Christina Granroth under medverkan av Patricia Berg och Maren Jonasson. Svenska litteratursällskapet i Finland, Helsingfors Bokförlaget Atlantis, Stockholm (2008 Stockholm). 91-7353-260-6 (Sverige), 978-91-7353-260-0 (Sverige), 978-951-583-160-6 (Finland)